# Église de Leuilly
Pour les articles homonymes, voir Église Saint-Éloi.
L'église de Leuilly  est une église catholique située à Laon, en France.

## Localisation
L'église est située dans le département français de l'Aisne, au sud/est de la commune de Laon dans le village de Leuilly.

## Description
La petite église ne se compose que d'un vaisseau unique, le bras droit est la sacristie. Elle possède un clocher à l'emplacement qui devrait être la croisée des transepts. Son portail occidental, gothique, est inscrit depuis 1927. Elle est dédiée à Notre-Dame et à saint Eloi, dite aussi Sainte-Élisabeth. Sa nef en arc brisé est en bois et possède des têtes sculptées et peintes.

## Images

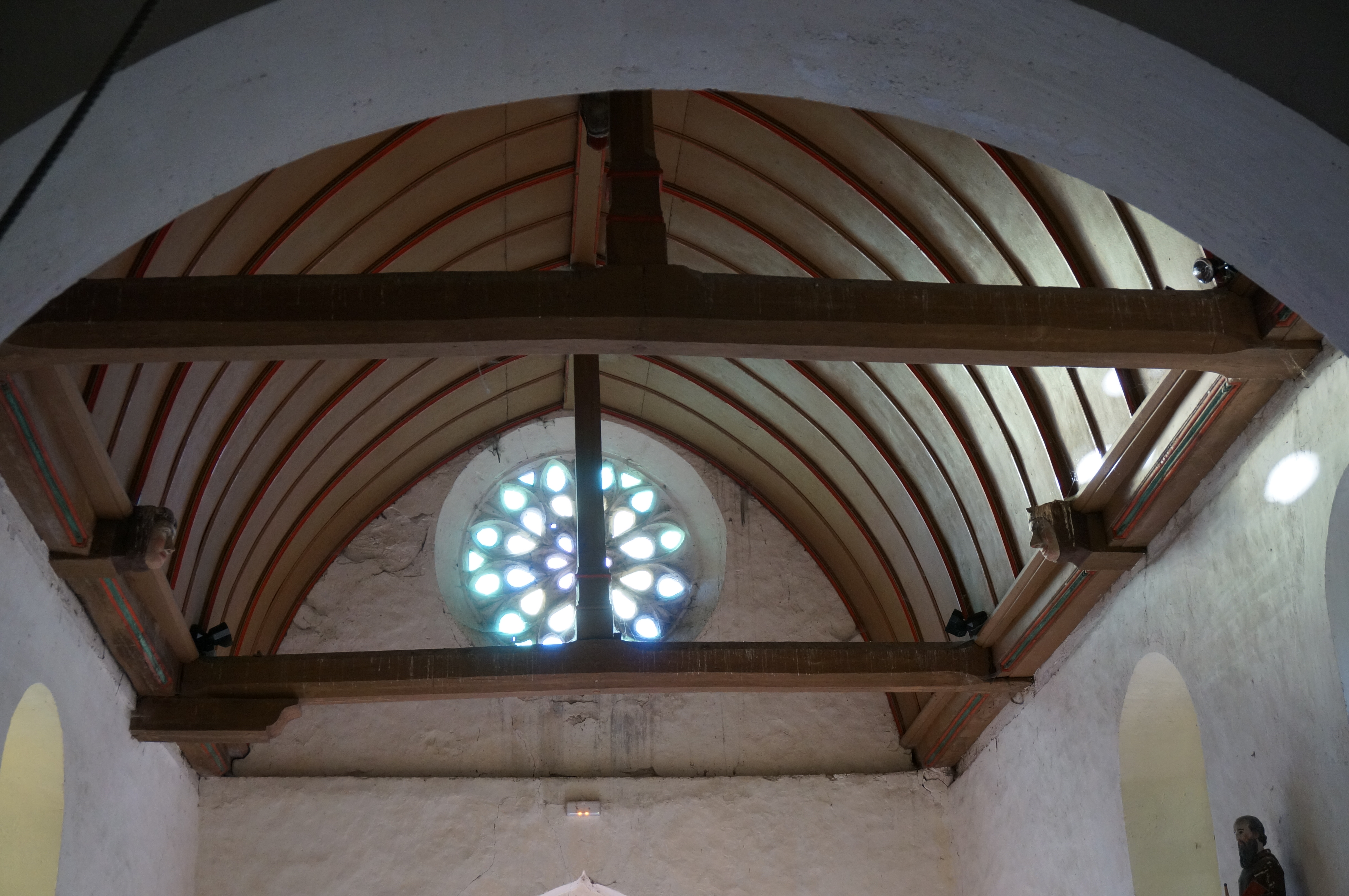
La nef et la rosace.
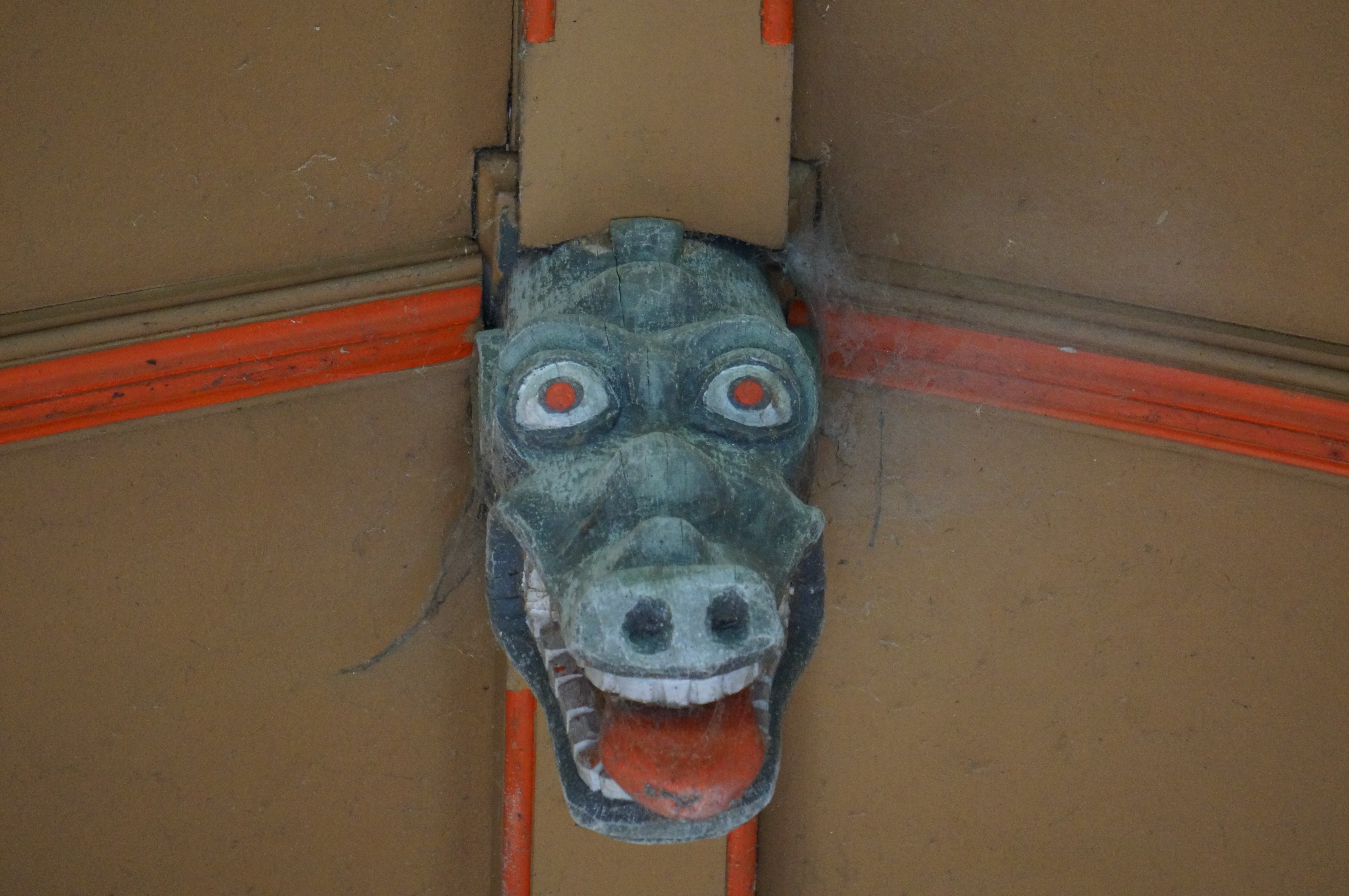
Dragon au centre de la voûte.
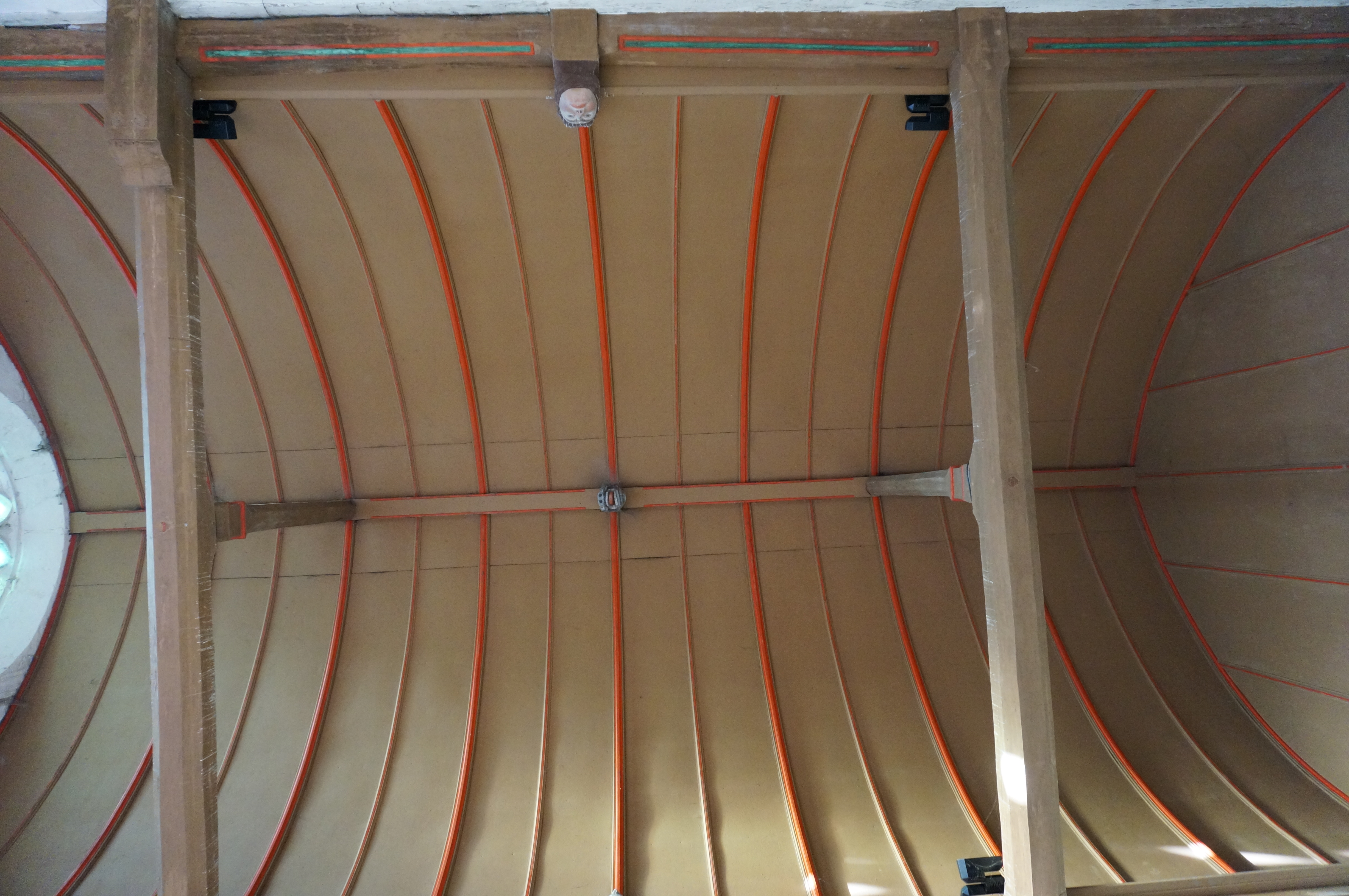
La nef.
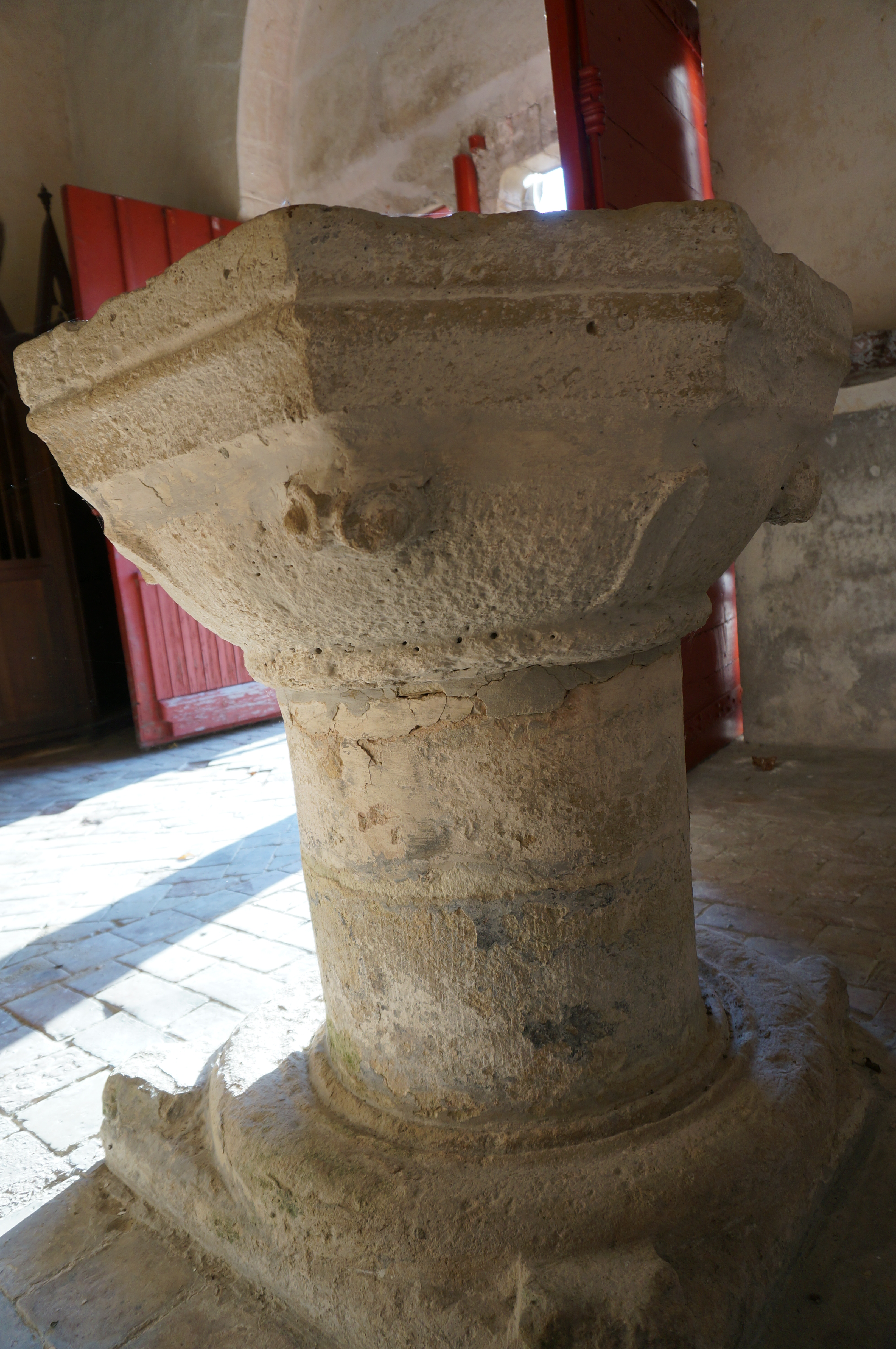
Fonts baptimaux.
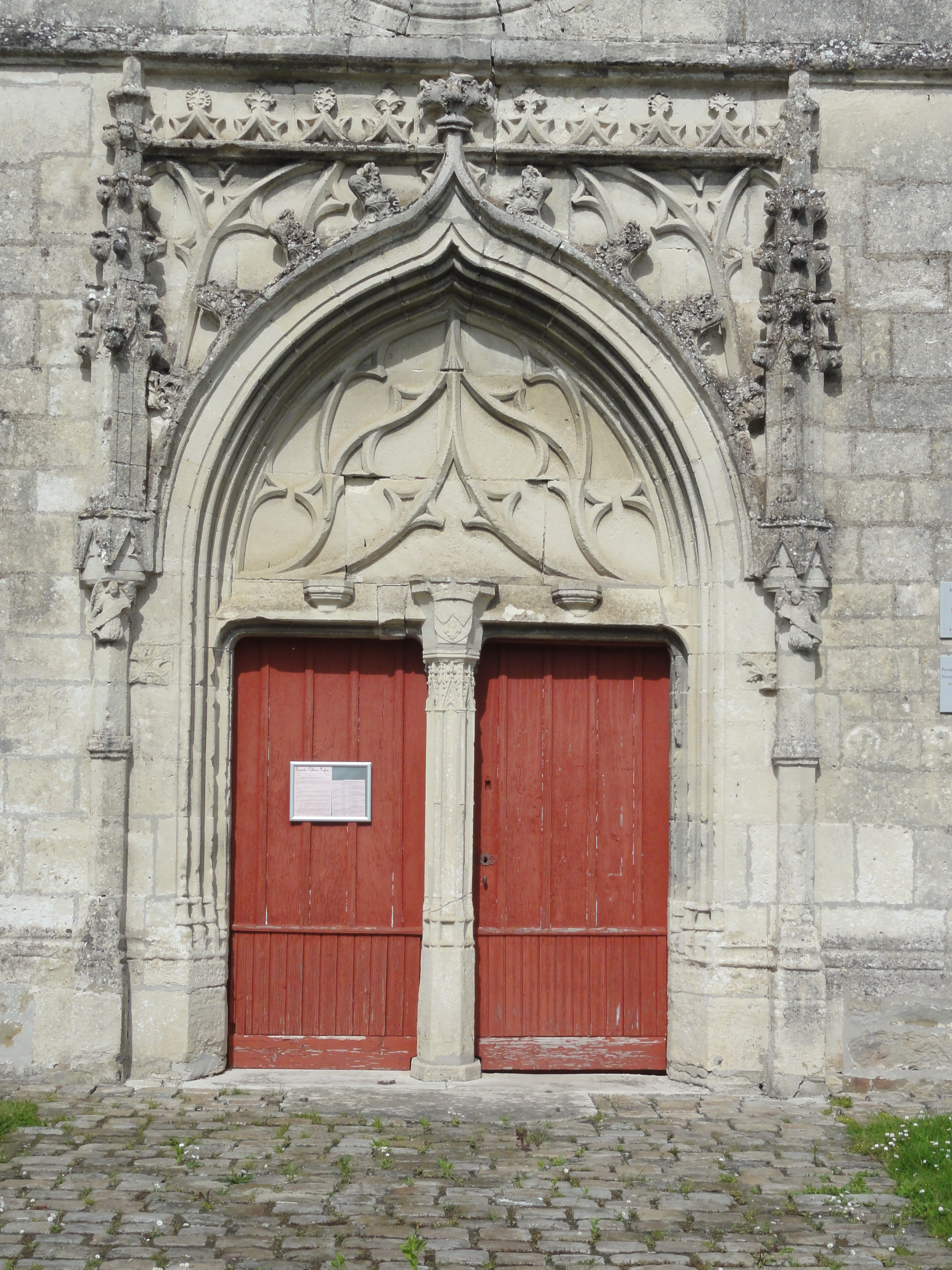
Détail du portail.